# 1345

## Esdeveniments
- 21 d'octubre - Té lloc la batalla d'Auberoche, en la Guerra dels Cent Anys.
- 15 de desembre - Zara es rendeix als venecians

## Naixements
- 31 d'octubre - Ferran I, rei de Portugal (mort el 1383)
- Agnès de Valois, filla de Joan II de França (morta el 1349)

## Necrològiques
- Durham (Anglaterra): Richard de Bury, bisbe i col·leccionista de llibres, autor de Philobiblon (m. 1287).[1]